# Gütesiegel der UdSSR
Das staatliche Gütesiegel der UdSSR (russisch Государственный знак качества СССР, translit. Gossudarstwenny snak katschestwa SSSR) war ab 1967 das offizielle sowjetische Gütesiegel für zertifizierte Qualität. Es wurde verwendet, um anzuzeigen, dass Konsumgüter, Rohstoffe, Werkzeuge und Maschinen Qualitätsstandards erreicht haben. Außerdem sollte die Effizienz des Produktionssystems der UdSSR vergrößert werden.

## Verwendung
Die Güter selber, deren Verpackung oder die dazugehörige Dokumentation wurden markiert. Regeln für den Gebrauch des Siegels wurden als Gossudarstwenny Standart („staatlicher Standard“, „GOST“) veröffentlicht.
Das Recht, das Siegel zu benutzen, wurde Unternehmen nach einer Prüfung durch die staatliche Vergabestelle für jeweils 2 bis 3 Jahre verliehen. Dazu war Bedingung, dass die Güter zur „Kategorie höherer Qualität“ gehörten. Das bedeutete, dass:
- Die Qualität jene der international besten Vergleichsstücke erreicht oder überschreitet
- Die Qualität stabil ist
- Die Güter die staatlichen Standards erfüllen
- Die Güter kompatibel mit internationalen Standards sind
- Die Produktion wirtschaftlich effizient erfolgt
- Ein Bedarf der staatlichen Wirtschaft oder der Bevölkerung erfüllt wird[2]

Güter, die dieses Siegel trugen, durften mit einem Aufschlag von 10 % verkauft werden. Als das Siegel eingeführt wurde, zeigte es tatsächlich hohe Qualität der Güter an, aber nach einiger Zeit blieb die Qualität hinter den Erwartungen der Kunden zurück.
Nach der Auflösung der Sowjetunion führte die russische Regierung ein neues Gütesiegel ein, das sogenannte Rostest-Zeichen.
Das Siegel war ein Fünfeck mit einem gedrehten Buchstaben K (für russisch „Katschestwo“, Qualität) als stilisierte Waage unter der kyrillischen Abkürzung „CCCP“ (SSSR).

Staatliches Gütesiegel der UdSSR
Staatliches Gütesiegel der UdSSR (mit Bemaßung)
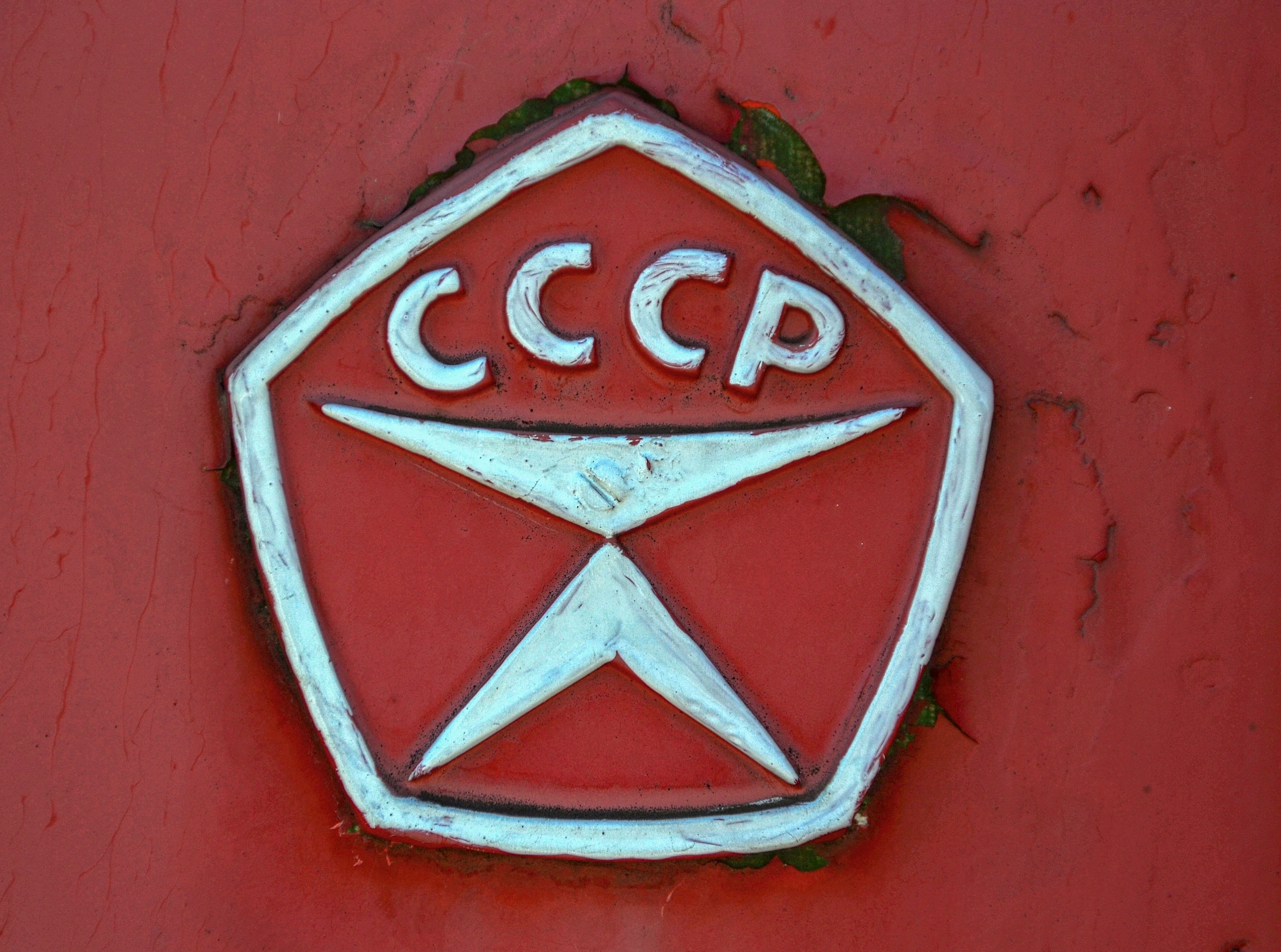
Das Gütesiegel an einem sowjetischen Flugfeldlöschfahrzeug des Typs AA-60